# Berthold Schneider (Biometriker)
Berthold Schneider (* 18. August 1932 in Bamberg) ist ein deutscher Biometriker und emeritierter Hochschullehrer. Er gilt als einer der Pioniere der Biometrie.

## Leben
Schneider besuchte von 1943 bis 1952 in seiner Heimatstadt das humanistische Neue Gymnasium und schloss es als Jahrgangsbester des Freistaates Bayern ab. Anschließend studierte er  bis 1957 an den Universitäten Bamberg, Erlangen, Gießen und Wien Mathematik, Physik, Philosophie und Biologie. 1956 erlangte Schneider an der Justus-Liebig-Universität Gießen mit seiner Arbeit zum Thema Ein stochastisches Modell für den Reiz- und Erregungsprozeß einen Studienabschluss als Diplom-Mathematiker. Im Jahr darauf wurde er dort zum Dr. phil. nat. promoviert.
Zwischen 1958 und 1960 war Schneider mit dem DFG-Forschungsauftrag Statistik feinverteilter Partikel am von Hans Rumpf geleiteten Institut für Mechanische Verfahrenstechnik der Technischen Hochschule Karlsruhe tätig. Danach wirkte Schneider bis 1963 als wissenschaftlicher Assistent am Mathematischen Institut der Universität Gießen. Von 1963 bis 1965 war Schneider in Gießen als Kustos und Leiter der Abteilung für Biometrie an der Landwirtschaftlichen Fakultät tätig. 1964 erhielt er die Lehrbefugnis für Biometrie und Biomathematik an der Universität Gießen. 1965 folgte Schneider einem Ruf als Professor für Biometrie und Dokumentation an die neu gegründete Medizinische Hochschule Hannover (MHH), wo er zugleich die Leitung des Instituts für Biometrie und Medizinische Informatik, später Institut für Biometrie und Dokumentation, übernahm. Zu Beginn der 1970er Jahre hatte das Institut mehr als 150 Mitarbeiter. In der Mitte der 1970er Jahre ließ sich Schneider für einige Zeit von seinem Lehrstuhl beurlauben und übernahm die Leitung des II. Datenverarbeitungs-Förderungsprogramms für Medizin der Bundesregierung, on dem mit 0,5 Mrd. DM für den Aufbau medizinischer Informationssysteme zur Verfügung gestellt wurden. Im Jahre 2000 wurde Schneider an der MHH emeritiert.
Schneider war von 1967 bis 1968 und von 1987 bis 1988 Vorsitzender der Deutschen Region der Internationalen Biometrischen Gesellschaft (IBS-DR). Von 1970 bis 1971 stand er der IBS als Präsident vor. Schneider war zudem Mitglied der Kommission für Rechenanlagen der Deutschen Forschungsgemeinschaft.
Der Katholik unternahm nach seiner Abschiedsvorlesung von Juni bis August 2000 eine Pilgerreise von Kleinburgwedel nach Santiago de Compostela, über die er ein Tagebuch veröffentlichte.

## Wirken
Schneider nahm in den 1950er Jahren als Student an den ersten Biometrischen Kolloquien in Bad Nauheim teil. 1959 veröffentlichte er seinen ersten Artikel über Methoden der Zeitreihentheorie in der Biometrie in der Erstausgabe der Biometrischen Zeitschrift.
In den 1960er Jahren entwickelte Schneider zusammen mit Eduard von Boguslawski das Boguslawski-Schneider-Ertragsgesetz zur praktischen Vorhersage landwirtschaftlicher Erträge, das als Meilenstein auf diesem Gebiet gilt.
In den Anfangsjahren der MHH ließ Schneider auf dem Campus einen Probebau mit einer riesigen CDC Cyber-Rechenanlage zur Auswertung von Biosignalen und wissenschaftlichen Fragestellungen, sowie für die Entwicklung von Systemen zur medizinischen Dokumentation, errichten. Als das Institut für Biometrie und Medizinische Informatik zu Beginn der 1970er Jahre seine neuen Räumlichkeiten bezog, ging in der MHH mit einem IBM-360/67 der seinerzeit größte zentrale Klinikums-Rechner, an den mehrere Peripherie-Rechner in einzelnen Instituten und Kliniken angeschlossen waren, in Betrieb. In einer Arbeitsgruppe der Fachvertreter-Konferenz veranlasste Schneider die Änderung des Lehrfaches Biomathematik für Mediziner in Medizinische Biometrie und war maßgeblich an der Entwicklung eines Gegenstandskatalogs beteiligt, später entstand daraus das Fach Epidemiologie, Medizinische Biometrie und Medizinische Informatik.
Als Mitglied einer internationalen Biometriker-Gruppe war Schneider Ende der 1960er Jahre in den USA an der Planung und Auswertung des University Group Diabetes Program (UGDP) beteiligt. Die erste multizentrische kontrollierte randomisierte klinische Studie zur objektiven Beurteilung der Wirksamkeit von Diabetes-Therapien gilt bis heute als methodisches Vorbild für medizinische Versuchsplanung sowie die Darstellung und Auswertung von Krankheitsverläufen.
Über die Kommission für Rechenanlagen der Deutschen Forschungsgemeinschaft erreichte Schneider den Zufluss erheblicher Gelder des Bundes in die EDV-Ausstattung der medizinischen Forschung.
1972 war Organisator des Weltkongresses International Biometric Conference (IBC) in Hannover, der damit erstmals in Deutschland abgehalten wurde.
Schneider veröffentlichte wissenschaftliche Aufsätze u. a. in den Fachzeitschriften Biometrics, Metrika und The Lancet.

## Veröffentlichungen
- Studie über die Anwendung der Datenverarbeitung in der Medizin, Zentralstelle für Atomkernenergie-Dokumentation, 1972
- Datenverarbeitung im Gesundheitswesen, Springer 1976
- Simulationsmethoden in der Medizin und Biologie, Springer 1978
- Medizinische Informatik, Biometrie und Epidemiologie De Gruyter 1997

## Belege
- CV Prof. Dr. phil. nat. Berthold Schneider bei der MHH
- Uwe Feldmann, Hartmut Hecker: Laudatio auf Univ. Prof. Dr. phil. nat. Berthold Schneider: Ein Pionier der Biometrie feiert seinen 75. Geburtstag in Rundschreiben der IBS-DR 3 / 2007S. 18-20
- Hartmut Hecker, Iris Zöllner: Laudatio für Herrn Prof. Berthold Schneider zu seinem 75. Geburtstag in Mitteilungen der GMDS, 3. Quartal 2007, S. 7